# Општина Скаришоара (Олт)
Скаришоара (рум. Scărişoara) општина је у Румунији у округу Олт.
Oпштина се налази на надморској висини од 54 m.